# Helena Sołtan

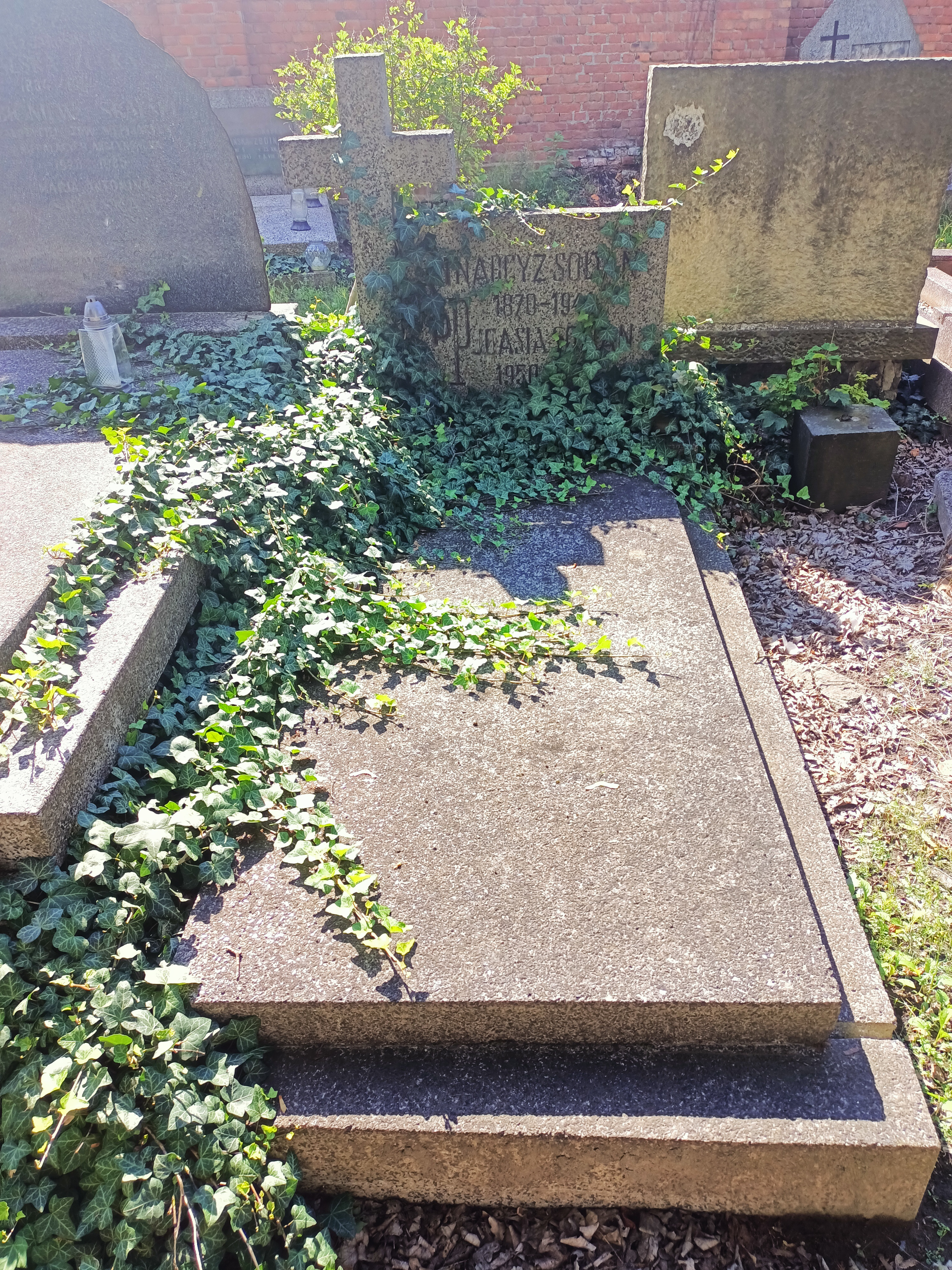
Grób Heleny Sołtan na cmentarzu Powązkowskim w Warszawie

Helena Sołtan lub Sołtanowa (ur. 17 sierpnia 1907 w Kijowie, zm. 24 lipca 1995 w Warszawie) – polska malarka, graficzka oraz ilustratorka.

## Życiorys
Była córką Konstantego i Marii z Dąbrowskich.
W 1930 rozpoczęła studia w Szkole Sztuk Pięknych (od 1932 ASP) w Warszawie. Kształciła się pod kierunkiem Tadeusza Pruszkowskiego w zakresie malarstwa oraz Władysława Skoczylasa i Felicjana Kowarskiego – grafiki. Dyplom uzyskała w 1935. Należała do stowarzyszenia plastyków „Grupa Czwarta”, ostatniej formacji artystycznej utworzonej przez uczniów Pruszkowskiego. Była też członkinią Bloku Zawodowych Artystów Plastyków. Przed i po II wojnie światowej współpracowała z pismem dla dzieci „Płomyczek” (1936–1939 i 1946–1960). Od 1948 do 1960 z jej talentu graficznego korzystało szereg wydawnictw.
Uprawiała malarstwo sztalugowe (olej, tempera, akwarela), tworząc portrety, martwe natury i pejzaże marynistyczne. Zajmowała się również grafiką – warsztatową i użytkową. Przed wojną swoje prace pokazywała w Polsce i za granicą, m.in. na warszawskich „Salonach” Instytutu Propagandy Sztuki, wystawach „Grupy Czwartej” i Bloku ZAP, oraz w Szwajcarii – Genewie i Rapperswilu, a także Londynie w New Burlington Galleries. Po wojnie wzięła udział w 1946 w „Salonie Wiosennym” ZPAP w Muzeum Narodowym w Warszawie. Natomiast w latach 60. uczestniczyła w wystawach Okręgu Warszawskiego ZPAP w „Zachęcie”. Miała także wystawę indywidualną w stolicy w 1961. Jej prace znajdują się w zbiorach m.in. Muzeum Narodowego w Warszawie.
Po śmierci spoczęła na stołecznym cmentarzu Powązkowskim. Kwatera 284c, 5, 17.

## Życie prywatne
Była żoną Aleksandra Sołtana – malarza, którego poślubiła 4 lipca 1933. Poznali się na studiach w SSP.

## Twórczość

### Malarstwo
- Kwiaty, 1938
- Kwiaty w wazonie, 1962

### Grafika
- Krajobraz alegoryczny, latach 40.
- Warszawa – Rynek Starego Miasta – różne motywy

### Karnety życzeniowe
- Warszawa – Rynek Starego Miasta, ok. 1965
- Warszawa – Sień na Starym Mieście

### Ilustracje i opracowania graficzne książek
- Druga księga dżungli (okładka), aut. Rudyard Kipling, wyd. Spółdzielnia Wydawnicza „Wiedza”, 1948
- Teatr z baśni, aut. Anna Buterlewicz, wyd. Instytut Wydawniczy „Sztuka”, 1948
- O flisaku i Przydróżce, aut. Hanna Januszewska, wyd. II, Nasza Księgarnia, 1956